# Liste der Ehrensenatoren der Technischen Universität München
Die Liste der Ehrensenatoren der Technischen Universität München führt die Ehrensenatoren der Technischen Universität München in chronologischer Reihenfolge der Verleihung auf. Die Universität verleiht die Ehrensenatorwürde an Persönlichkeiten, die sich durch langjähriges Engagement um die Zukunftsentwicklung der Universität verdient gemacht haben. Die Geehrten erhalten die Mitgliedsrechte der Universität.
Aufgrund der Empfehlung einer unabhängigen Expertenkommission vom 15. März 2024 distanzierte sich die Technische Universität München von fünf während der Zeit des Nationalsozialismus (1933 bis 1945) verliehenen Ehrensenatorenwürden. Ein formeller Entzug von Ehrentiteln bei verstorbenen Personen sei nach vorherrschender juristischer Meinung nicht möglich.
Die Liste ist nicht vollständig.
- 1961: Erich Lübbert, Leiter der Firma Dywidag (Dyckerhoff & Widmann AG)[2]
- 1963: Herbert Berg, Chemiker
- 1971: Friedrich Schiedel, Unternehmer und Mäzen[3][4]
- 1975: Peter Pfeiffer, Vorstandsmitglied der Bayerischen Vereinsbank.[5]
- 1978: Guido Sandler, Mitglied des Beirates der Firma Dr. August Oetker KG in Bielefeld[6]
- 1980: Alfons Thoma, Präsident einer Bundesbahndirektion a. D.[6]
- 1982: Karl Ganzhorn, Geschäftsführer der IBM Deutschland i. R.[6]
- 1982: Eberhard von Kuenheim, Vorstandsvorsitzender der BMW AG[6]
- 1982: Walther Weißauer, Ministerialrat a. D.[6]
- 1984: Gerhard Klamert, Hauptgeschäftsführer und geschäftsführendes Vorstandsmitglied des Bayer. Bauindustrieverbandes a. D.[6]
- 1985: Gerhard Hecker, Technischer Vorstand der Elektromark Kommunales Elektrizitätswerk Mark AG[6]
- 1987: Ernst Maria Lang, Ehrenpräsident der Bayer. Architektenkammer und politischer Zeichner in der SZ[6]
- 1987: Peter von Siemens, Mitglied des Aufsichtsrates der Siemens AG[6]
- 1988: Heinrich Röck, Mitglied des Vorstandes der SKW-Trostberg AG i. R.[6]
- 1989: Heinz Gumin, Vorstand der Siemens AG[7]
- 1990: Johannes Kohl, Sprecher der Geschäftsführung der Wacker-Chemie GmbH, München[6]
- 1990: Friedrich Schwarz, Geschäftsführender Gesellschafter der Fa. Rohde & Schwarz GmbH & Co KG[6]
- 1990: Dieter Soltmann, persönlich haftender Gesellschafter der Gabriel Sedlmayr Spaten-Franziskaner-Bräu KGaA, Ehrenpräsident der IHK für München und Oberbayern[6]
- 1991: Otto Mayr, Generaldirektor des Deutschen Museums München a. D.[6]
- 1991: Heribald Närger, Vorsitzender des Stiftungsrats der Ernst von Siemens-Stiftung[6]
- 1992: Erwin Nagl, Vorstand der AGROB Aktiengesellschaft Ismaning[6]
- 1993: Herzog Franz von Bayern[6]
- 1993: Nikolaus Fiebiger, Altpräsident der Friedrich-Alexander-Universität Erlangen-Nürnberg[6]
- 1993: Heinrich Pfeiffer, geschäftsführendes Vorstandsmitglied der Alexander von Humboldt-Stiftung a. D.[6]
- 1993: Elmar Prasch, Bankdirektor i. R.[6]
- 1993: Hubert Stärker, Ehrenpräsident der Vereinigung der Bayerischen Wirtschaft e.V. Ehrenvorsitzender Verband der Bayerischen Metall- und Elektro-Industrie e.V.[6]
- 1994: Dietrich Bächler, Ministerialdirigent a. D.[6]
- 1996: Helmut Karl, Alt-Bürgermeister der Stadt Garching bei München[6]
- 1997: Jochen Holzer, Mitglied des Aufsichtsrates der E.ON AG[6]
- 1997: Gerhard H. Schlund, Vorsitzender Richter am Oberlandesgericht München[6]
- 1998: Hans Zimmermann, Ministerialrat a. D.[6]
- 1999: Frank Wössner, Vorstandsvorsitzender der DUSSMANN AG & CO. KGaA[6]
- 2000: Ernst Denert, Vorstandsvorsitzender der sd&m AG[8]
- 2000: Hans Kröner, Ehren-Vorstandsvorsitzender der Fresenius Holding AG[8]
- 2002: Gerhard Full, ehemaliger Vorstandsvorsitzender der Linde AG[9]
- 2002: Paul Wilhelm, Vorsitzender des Ausschusses für Hochschule, Forschung und Kultur im Bayerischen Landtag[9]
- 2002: Margarete Ammon, Margarete-Ammon Stiftung[10][11]
- 2004: Susanne Klatten, stv. Aufsichtsratsvorsitzende der ALTANA AG und Mitglied des Aufsichtsrates der BMW AG[12]
- 2004: Theo Müller, Geschäftsführender Gesellschafter der Unternehmensgruppe Theo Müller GmbH & Co. KG[6]
- 2005: Johannes B. Ortner, Vorsitzender der Johannes B. Ortner-Stiftung und ehemaliger Bauunternehmer München[6]
- 2006: Burkhard Göschel, Mitglied des Vorstandes der BMW AG[13]
- 2006: Gerhard Hess, Hauptgeschäftsführer des Bayerischen Bauindustrieverbandes[13]
- 2008: Edmund Küpper, Vorstandsvorsitzender der Capgemini sd&m (München)[14]
- 2009: Gerhard Sußbauer, ehemaliger Vorstand der Schöller-Stiftung, Nürnberg[15]
- 2010: Werner Josef Bauer, Generaldirektor Innovation, Technologie, Forschung und Entwicklung der Nestlé S.A.[6]
- 2010: Leonhard Obermeyer, Gründer der Unternehmensgruppe Obermeyer[6]
- 2010: Wilhelm Winterstein, früherer Sprecher der Geschäftsleitung und Vorsitzender des Gesellschafterausschusses des Privatbankhauses Merck Finck & Co[6]
- 2011: Peter Rösner, Unternehmer und Leiter der onkologischen Klinik Bad Trissl[16]
- 2011: Dieter Thalhammer, ehem. Oberbürgermeister der Universitätsstadt Freising[16]
- 2012: Hanns W. Weidinger, Unternehmer und Mäzen[17]
- 2014: Adalbert Weiß, Ministerialdirektor, Bayerisches Staatsministerium für Bildung und Kultus, Wissenschaft und Kunst[18]
- 2015: Karl Wamsler, Mitgründer der Universitätsstiftung, ehemals Vorstand der Süd-Chemie AG und Mäzen
- 2016: Hans Steindl, Bürgermeister der Stadt Burghausen
- 2016: Ingeborg Pohl, Unternehmerin und Stifterin
- 2016: Roland Lacher, Unternehmer, TUM-Alumnus und Stifter
- 2016: Uta Lacher, Stifterin
- 2017: Edmund Stoiber, ehem. Ministerpräsident des Freistaates Bayerns[19]
- 2018: Max Aicher, Unternehmer und Stifter
- 2018: Urs Brunner, Unternehmer und Stifter
- 2018: Vigdis Nipperday, Hochschulratsvorsitzende 2000–2006
- 2018: Gallus Rehm, Bauingenieur und Stifter
- 2018: Renate Schmucker, TUM Universitätsstifterin
- 2018: Robert Schmucker, TUM Universitätsstifter, Professor für Raumfahrttechnologie
- 2018: Otto Wiesheu, Staatsminister a. D.
- 2019: Karl Busch, Unternehmer und Stifter
- 2019: Rudolf F. Schwarz, Unternehmer und Stifter
- 2021: Prithwis Basu, Unternehmer und Stifter
- 2021: Fahrhad Farassat, Unternehmer und Stifter
- 2023: Dieter H. Vogel
- 2024: Alexander Liegl
- 2024: Georg Nemetschek
- 2024: Lam Khin Yong